# Паху
Паху (гав. Pahu) — гавайський ударний музичний інструмент.

## Опис
Традиційні паху видовбують зі стовбура кокосової пальми, мембрана виготовляється зі шкіри акули, і утримується вона на місці плетеними шнурами. Сучасні паху виготовляють з різноманітних матеріалів, у тому числі синтетичних.

### Різновиди
Існують два різновиди паху: храмовий паху (Heiau Pahu) та хула-паху (Hula Pahu). Храмовий паху великого розміру — важить близько 50 кг. Він стоїть стаціонарно у храмах і використовується лише для скликання людей на службу. Хула-паху компактніший (заввишки близько 60 см, діаметром 30 см) і служить для акомпанементу народних пісень і танців.

## Використання
Батьківщиною паху є Гавайські острови. Звідси інструмент поширився на інші острови Океанії — Таїті, Острови Кука, Самоа і Токелау. Використовують його для супроводу народних пісень і танцю хула, та у релігійних церемоніях. Грають на паху сидячи, вдаряючи по мембрані долонями чи пальцями.